# USS Michigan (SSGN-727)
Lo USS Michigan (SSBN-727/SSGN-727) è il secondo sottomarino nucleare lanciamissili da crociera della classe Ohio prodotto per la marina militare degli Stati Uniti d'America. Inoltre è stato il terzo natante a portare il nome dello stato del Michigan.

## Costruzione e entrata in servizio
Il Michigan è stato costruito dalla divisione Electric Boat della General Dynamics Corporation nei cantieri di Groton, in Connecticut, varato il 26 aprile 1980 e messo in opera l'11 settembre 1982. Il Michigan è arrivato poi alla sua base di appoggio, la base navale Kitsap, nello Stato di Washington il 16 marzo 1983, iniziando poi il suo primo servizio di pattuglia di deterrenza strategica. Da allora, fino al 2007, il Michigan ha portato a termine 66 di tali servizi.

## Conversione a SSGN
Nato come SSBN, quindi come sottomarino nucleare lanciamissili balistici, nel giugno del 2007 il Michigan è stato convertito in sottomarino nucleare lanciamissili da crociera presso i cantieri navali dello stretto di Puget. Conseguentemente, il suo hull classification symbol (letteralmente "simbolo di classificazione di scafo") è passato da SSBN-727 a SSGN-727.
La conversione ha visto la modifica di 22 dei 24 tubi di lancio per i Trident D5 con l'inserimento di sistemi di lancio verticali (VLS) ed il riarmo di questi con sette missili BGM-109 Tomahawk, per un totale di 154 missili. I sistemi di lancio possono ospitare, all'occorrenza, anche missili da crociera supersonici e ipersonici di nuova generazione, missili balistici di media gittata (Submarine Launched Intermediate Range Ballistic Missiles, SLIRBM), aeromobili a pilotaggio remoto, missili decoy come gli ADM-160 MALD ed altri dispositivi utilizzati in missioni di sorveglianza e pattugliamento. I restanti due tubi sono invece stati modificati per permettere la fuoriuscita di sommozzatori mentre il battello si trova fermo ad una profondità non superiore ai trenta metri.

## Attività post-conversione
Il 12 dicembre 2009, il Michigan ha fatto ritorno alla propria base di appoggio, la base navale di Kitsap, completando il primo dei suoi viaggi post conversione. Il viaggio, iniziato il 10 novembre 2008 ha visto il sottomarino portare a termine diverse missioni ed il suo impiego in diverse operazioni di sicurezza congiunte delle nazioni del Pacific Rim.
Il 28 giugno 2010, il Michigan è stato uno dei tre sottomarini di classe Ohio coinvolti nella risposta statunitense ai test missilistici effettuati dalla Cina nella parte del Mar Cinese Orientale attualmente contesa tra Cina e Giappone per lo sfruttamento dei giacimenti di gas naturale lì presenti. Quel giorno, il Michigan solcò in emersione le acque della Corea del Sud, mentre contemporaneamente lo USS Ohio (SSGN-726) transitava nelle acque delle Filippine e lo USS Florida (SSGN-728) in quelle del territorio britannico dell'Oceano Indiano.
Il 25 aprile 2017, in risposta ad una fase di innalzamento della tensione tra Stati Uniti e Corea del Nord, il Michigan ha attraccato nel porto di Pusan, in Corea del Sud, in previsione di un suo congiungimento con la formazione chiamata Carrier Strike Group 1, comandata dalla portaerei statunitense USS Carl Vinson (CVN-70), al fine di partecipare con essa ad esercitazioni militari nel Mar del Giappone. Diverse fotografie hanno mostrato come in questo caso sia stato montato sul Michigan un dry deck shelter, ossia un modulo removibile atto a facilitare l'entrata e l'uscita di sommozzatori durante la fase di immersione del sottomarino.